# Jacques Rigaut
Jacques Rigaut (París, 30 de diciembre de 1898–5 de noviembre de 1929) fue un poeta surrealista francés. 

## Biografía
Nació en París, Francia y formó parte del movimiento dadaísta. Su trabajo trata a menudo sobre el suicidio, hasta el punto de que Rigaut llegó a considerar su consecución exitosa como su principal ocupación en la vida.
Muchas de sus excentricidades se han convertido en leyendas urbanas: se cree que coleccionaba botones y que atacaba a transeúntes que se cruzaba para robárselos. También se murmuraba que siempre dormía con un revólver cargado bajo la almohada. Supuestamente creó una Agencia General del Suicidio (también el título de su primera obra) en donde cobrara diferentes tarifas por tipos de asistencia para acabar la vida de manera voluntaria.   
Perteneció al grupo Littérature y colaboró en algunos números de la revista La Révolution Surréaliste entre los años 1924 y 1929.
En 1929, a la edad de 30 años, y tal y como había anunciado, Rigaut se suicidó con un arma de fuego. Utilizó una regla para asegurarse de que la bala atravesaría su corazón.
André Breton escribió sobre Rigaut en su Antología del humor negro: 
"Jacques Rigaut, cuya ambición literaria se había limitado a querer fundar un periódico cuyo título es bastante expresivo, Le Grabuge, desliza cada noche un revólver bajo la almohada: es su tributo al tópico de la noche buena consejera y a la manera de acabar con los malhechores de dentro, es decir, con las formas convencionales de adaptación. Baudelaire dice también: «La vida sólo tiene un encanto cierto: es el encanto del juego, pero ¿y si nos resulta indiferente ganar o perder?». Rigaut gira en torno a esta indiferencia sin alcanzarla pero el juego sigue. Correr su suerte, en caso de duda más o menos desgarradora, adquirir la certeza a cara o cruz. Se considera un personaje moral: pero entendámoslo bien: visto el mismo carácter de su resolución, despidámonos con él de la comodidad".
Está enterrado en el Cementerio de Montmartre.

## Obra
- Agence Générale du Suicide
- Et puis merde!
- Papiers Posthumes
- Lord Patchogue

Su suicidio inspiró el libro Le feu follet de Pierre Drieu la Rochelle. La película Le feu follet de Louis Malle se basa en este libro. La película Oslo, 31 de Agosto, dirigida por Joachim Trier y estrenada en 2011, también se basa en la novela Le feu follet, aunque la historia se ambienta en la Noruega contemporánea. El grupo español de pop indie originario de la localidad granadina de Loja Lori Meyers tiene una canción titulada "La Vida de Jacques Rigaut", que hace referencia a la vida del poeta francés.